# 이네스 드 라 프레상주

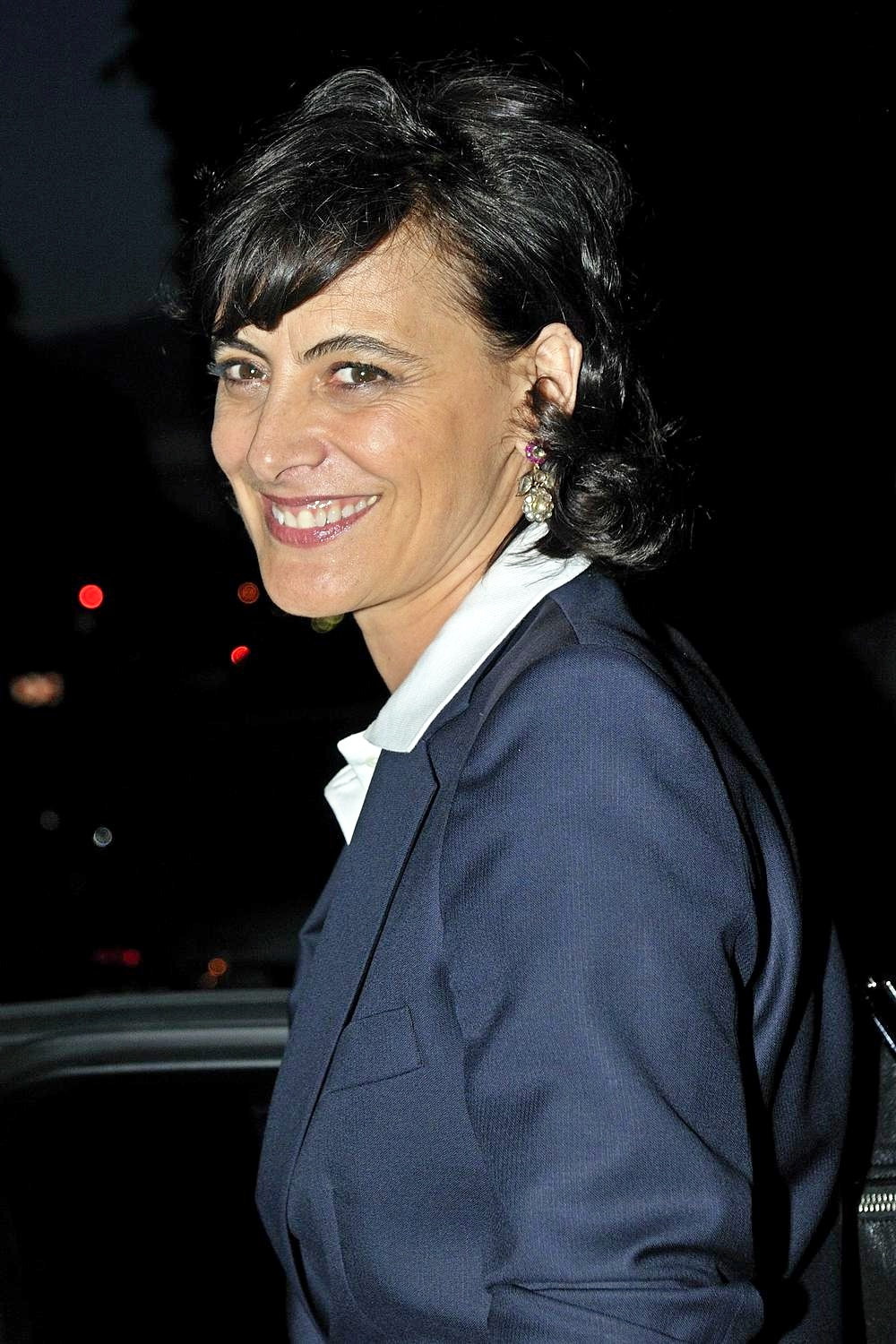
이네스 드 라 프레상주

이네스 드 라 프레상주(Inès de La Fressange, 1957년 8월 11일 ~ )는 프랑스의 모델이자 패션 디자이너이다.